# П'єр Фідель Бретонно
П'єр Фіде́ль Бретонно́ (фр. Pierre Fidèle Bretonneau; 3 квітня 1778 Сен-Жорж-сюр-Шер, Франція — 18 лютого 1862, Париж) — французький лікар, інфекціоніст, доктор медицини, професор, керівник клініки в Турі (фр. hôpital de Tours; на сьогодні цей госпіталь носить його ім'я).

## Біографія

### Походження
Був сином П'єра Бретонно, хірурга з Сен-Жорж-сюр-Шер і Марі Елізабет Лекомт. У нього також була сестра Марі Луїза Елізабет. Два дядьки П'єра Фіделя — Жан і П'єр Майє також були хірургами. Взагалі вважають, що вісім поколінь Бретонно до П'єра мали відношення до медицини або аптекарської справи.

### Медична освіта
1795 року він поїхав до Парижу вивчати медицину в Школі охорони здоров'я згідно з постановою Конвенту від 14 фрімера ІІІ року. Але, провчившись 2 роки, П'єр занедужав і змушений був припинити навчання, повернувся до Туру. 1799 року він відновив своє навчання в цій Школі, але за певних причин не отримав по закінченні ступінь доктора філософії. П'єр багато уваги приділив праці з різними медичними приладами, термометрами, через що йому запропонували провести зайві з його думки додаткові тести, від чого він категорично відмовився.

### Кар'єра
З 1801 року він мав приватну практику в Шенонсо, також створив там експериментальну лабораторію, де проводив численні досліди. Також тоді вивчав токарну справу, хімію, природознавство, біологію бджіл і мурах, садівництво. Упродовж 1803—1807 років він був також мером Шенонсо. Того часу він добре виказав себе як організатор охорони здоров'я, зокрема при проведенні вакцинації проти натуральної віспи, щеплення проти якої тільки-но почалася поширюватися в Європі. Префект Тура наполягав, аби Бретонно отримав зрештою повноцінну кваліфікацію лікаря. З певним небажанням він повернувся до Парижу. де у віці 36 років, після того, як його звільнили від декількох іспитів, 1815 року захистив дисертацію на ступінь доктора медицини і тоді зголосився бути головним лікарем лікарні Тура, де запровадив медичну школу разом з Жаном Батістом Дюшен-Деперроном. Вони поділили обов'язки, і П'єр Фідель відповідав за зимовий семестр навчання.

### Наукові здобутки
Бретонно ідентифікував черевний тиф з-поміж інших тифів, і дифтерію, захищав і впроваджував революційну доктрину специфічності: конкретний мікроб, специфічний для кожної інфекції, призводить до конкретної інфекційної хвороби. Він був одним з піонерів сучасної медицини. Спостерігаючи багато пацієнтів він міркував, що деякі хвороби спричинюють мікроби, але мікроскопія ще не була поширена, то він й не зміг підтвердити свою гіпотезу. Він виявив, що одна й та ж хвороба може проявлятися по-різному серед пацієнтів. Це був один з нових на той момент висновків наукової медицини.

#### Виокремлення дифтерії
Дифтерія була однією з тяжких хвороб у Європі XIX століття. Так у 1807 році, за наказом Наполеона Бонапарта, конкурс з призом у 12 тисяч франків був заснований для заохочення тих, хто дасть задовільний опис симптомів хвороби. Тоді ніхто не виграв приз. Але 1815 року Бретонно вперше диференціював дифтерійне ураження мигдаликів і скарлатинозний та ангінозний тонзиліт. Це стало результатом вивчення серйозної спалаху дифтерії в Турені в 1818 році, про що Бретонно опублікував у 1826 році в Парижі ґрунтовне дослідження у книзі, що містила перший повний медичний опис хвороби і вперше було використано термін «дифтеріт», який в подальшому його учень Арман Труссо замінив на сучасний «дифтерія». Для встановлення наукової істини в цьому питанні йому довелося здолати значний спротив його колег, які тривалий час не сприймали його аргументи за докази.

#### Виокремлення черевного тифу
На початок XIX століття хвороби, що супроводжувалися гарячкою і розладами свідомості, відносили в одну клінічну групу тифів. Бретонно уважно вивчив клінічну картину їх, виявив різницю елементів висипу, ведучі клінічні синдроми і, зрештою,  виокремив серед них черевний тиф, в першу чергу, через особливість його клінічного перебігу із специфічним ураженням кишечнику, чого не було при інших тифах.

#### Інші здобутки
Бретонно запропонував для широкого вжитку трахеотомію при крупі, активно пропагував призначення хініну в терапії малярії, призначення печінки тріски при рахіті, беладону у випадках вісцерального болю.

### Відзначення за життя
Бретонно став членом французької академії медицини і Академії наук Франції. За свою величезну роботу, виняткові наукові здобутки його було нагороджено орденом Почесного легіону — 28 жовтня 1828 ступінь Кавалера, а 26 липня 1849 — ступінь Офіцера ордену.

### Особисте життя
23-річний П'єр Фідель у 1801 році вступив у шлюб з Марі-Терезією Адам,  старшою від нього на 24 роки. Другий раз він одружився у віці 70 років з 18-річною Софі Моро. Обидва шлюби Бретонно спричинили серйозні скандали в суспільстві. У подальшому міркували про те, що насправді П'єр Фідель вдруге одружився фіктивно, адже Софі була його позашлюбною дочкою і він, таким чином, не маючи можливості її законно визнати, надав їй можливість отримати після його смерті спадщину. У 1860 року в їхній сім'ї народився син Жустіньєн, надалі відомий адвокат, а 1861 року ще один син — Ніколя. Ймовірно це були не його сини, а їхнім батьком був граф Жустіньєн Ніколя Кларі, але для П'єра Бретонно вони були улюбленими онуками.
За декілька років до смерті він вийшов на пенсію, жив у своєму маєтку Паллю в паризькому районі Пассі, займаючись розведенням квітів і бджіл. Помер там 18 лютого 1862 року і був похований у Сен-Сір-сюр-Луар, недалеко від Тура.

## Пам'ять
- На його честь названі два госпіталі в Турі та Парижі.
- Французька поштова служба випустила 19 лютого 1962 ювілейну поштову марку на відзначення століття від дня смерті П'єра Бретонно.
- Йому поставлено пам'ятник у Сен-Жорж-сюр-Шер.

## Основні наукові публікації
- De l'utilité de la compression, et en particulier de l'efficacité du bandage de Théden dans les inflammations idiopathiques de la peau, thèse de médecine de Paris n° 3, 1815.
- Des inflammations spéciales du tissu muqueux et en particulier de la diphtérite, ou inflammation pelliculaire, connue sous le nom de croup, d'angine maligne, d'angine gangreneuse, etc., Paris, Crevot, 1826
- Médication curative de la fièvre intermittente, P. Dupont, Paris, 1845

Результати його клінічних спостережень, наукові висновки було опубліковано в книзі: 
«Bretonneau: Correspondance d'un médecino». 
- Volume 1, De la formation à la pratique (1795-1819), Nombre de pages 533, ISBN 978-2-86906-370-9;
- Volume 2, Une carrière entre observations, interrogations et réflexions (1820-1840), Nombre de pages 745, ISBN    978-2-86906-371-6;
- Volume 3, La retraite (1841-1862), Nombre de pages 396. ISBN 978-2-86906-372-3. Presses universitaires françois-rabelais. 2015

(фр.)